# كلود هوتون
كلود هوتون (بالإنجليزية: Claude Houghton)‏ (1 مايو 1889، سيفينواكس في المملكة المتحدة - 10 فبراير 1961، إيستبورن في المملكة المتحدة)؛ روائي بريطاني.